# Pomnik Obrońców Wybrzeża
Pomnik Obrońców Wybrzeża – pomnik w Gdańsku na półwyspie Westerplatte, przy wejściu do portu morskiego, na terenie byłej polskiej Wojskowej Składnicy Tranzytowej. Pomnik w formie kopca (nie jest nazywany kopcem) z monumentem o wysokości 25 metrów, upamiętnia polskich obrońców Wybrzeża we wrześniu 1939.

## Historia
Autorem projektu urbanistycznego (zawierającego niezrealizowany pawilon muzealny) był Adam Haupt. Autorami projektu pomnika, wybranego spośród 63 innych, byli Franciszek Duszeńko i Henryk Kitowski. Do zespołu rzeźbiarskiego, oprócz Franciszka Duszeńki, należeli: Zbigniew Erszkowski, Czesław Gajda, Józef Galica, Stanisław Radwański, Piotr Solecki i Zbigniew Zabrocki.
Budowa dzieła została zainicjowana przez Radę Ochrony Pamięci Walk i Męczeństwa. Monument składa się z 236 bloków granitowych, przywiezionych z kamieniołomów w Strzegomiu i Borowie, o łącznej wadze 1150 t. Ozdobiony jest płaskorzeźbami oraz wykutymi napisami. Teksty upamiętniają obronę polskiego Wybrzeża w 1939, nazwy akwenów i miejsc bitew morskich II wojny światowej, w których uczestniczyli polscy marynarze i żołnierze, ale także bitwę pod Lenino (1943), bitwę pod Studziankami (1944) i bitwę o Kołobrzeg (1945). Umieszczony jest również napis „Chwała wyzwolicielom”. Na szczycie monumentu znajdują się postaci marynarza i żołnierza z rosyjskim uzbrojeniem (pepesza). Kształt bryły pomnika przypomina wyszczerbiony bagnet wbity w ziemię. Siedem zniczy u stóp pomnika odnosi się do siedmiu dni obrony Westerplatte.

Twórcy pomnika pragnęli przekazać w układzie poziomym front obrony, poświęcenia bez granic i męczeństwa, a w układzie pionowym – ideę zwycięstwa, która przyszła po latach cierpień.

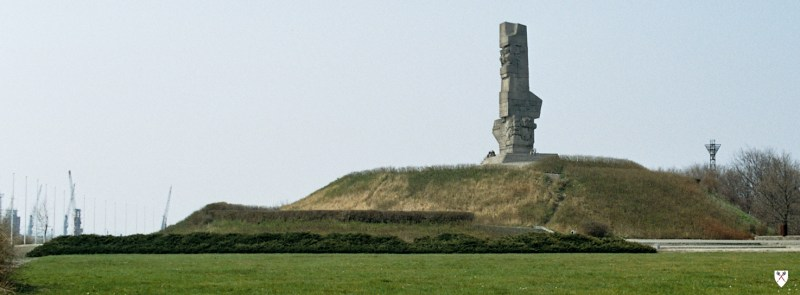
Monument na wzniesieniu

Wzniesienie o średnicy 20 m i wysokości 22 m zostało usypane z ziemi pozyskanej podczas poszerzania i pogłębiania sąsiedniego Kanału Portowego. Zasadniczą część kopca 
stanowi przedwojenny wał, usypany przez Polaków dla ochrony portu i miasta na wypadek wybuchu amunicji w Wojskowej Składnicy Tranzytowej.
Budowa pomnika, przy której pracowały zespoły budowlane, kamieniarskie, rzeźbiarskie, architektoniczne, inżynieryjne trwała 2 lata. Uroczystość odsłonięcia odbyła się w niedzielę 9 października 1966, w rocznicę bitwy pod Lenino.
Wśród napisów na pomniku upamiętniających miejsca walk września 1939 umieszczono Pocztę Gdańską. Autorzy zapewne mieli na myśli Pocztę Polską w Wolnym Mieście Gdańsku, jednak nieopatrznie odwołali się do obiektu w zupełnie innym miejscu i nie związanym z walkami Polaków.

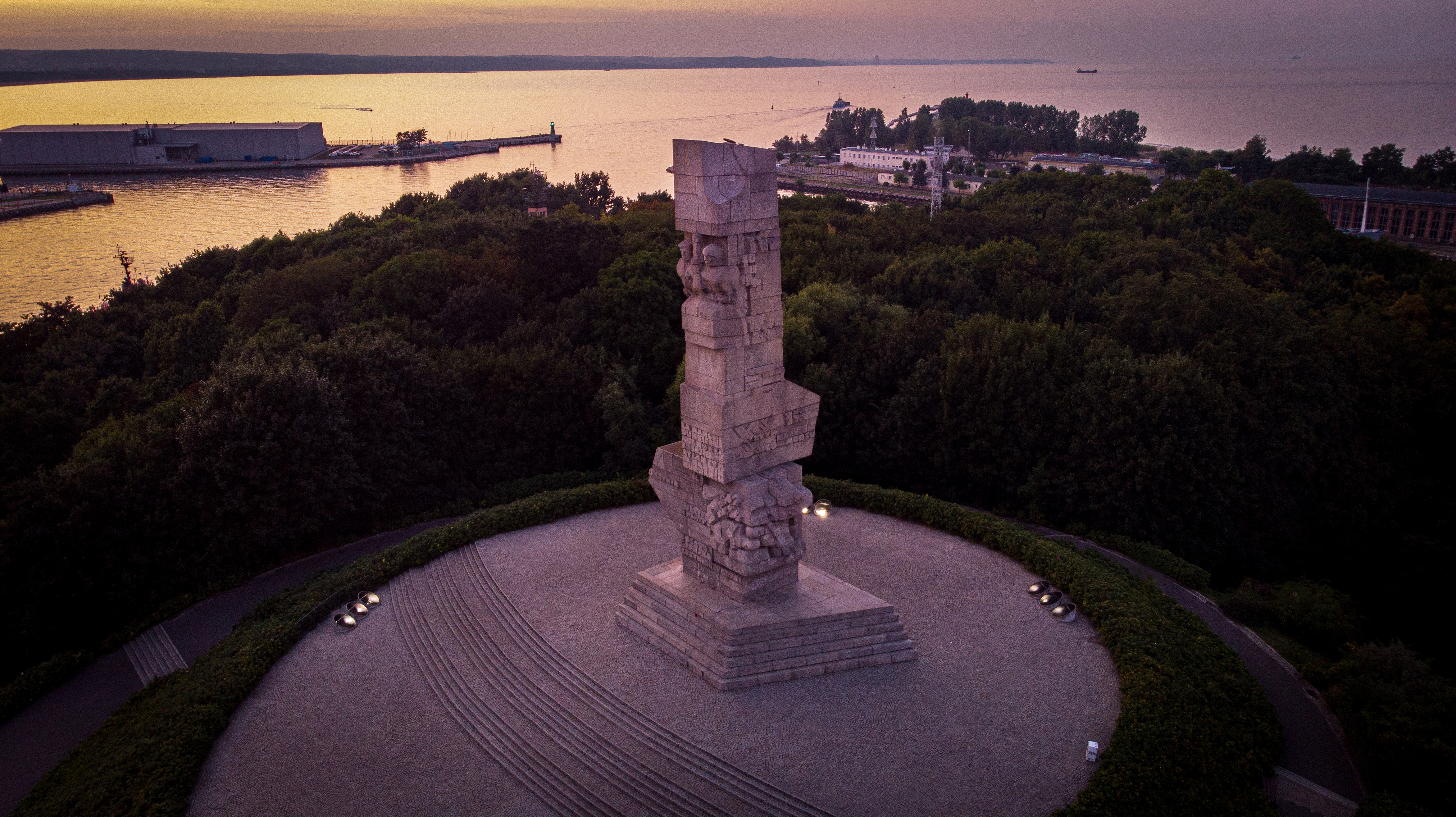
Widok lotniczy
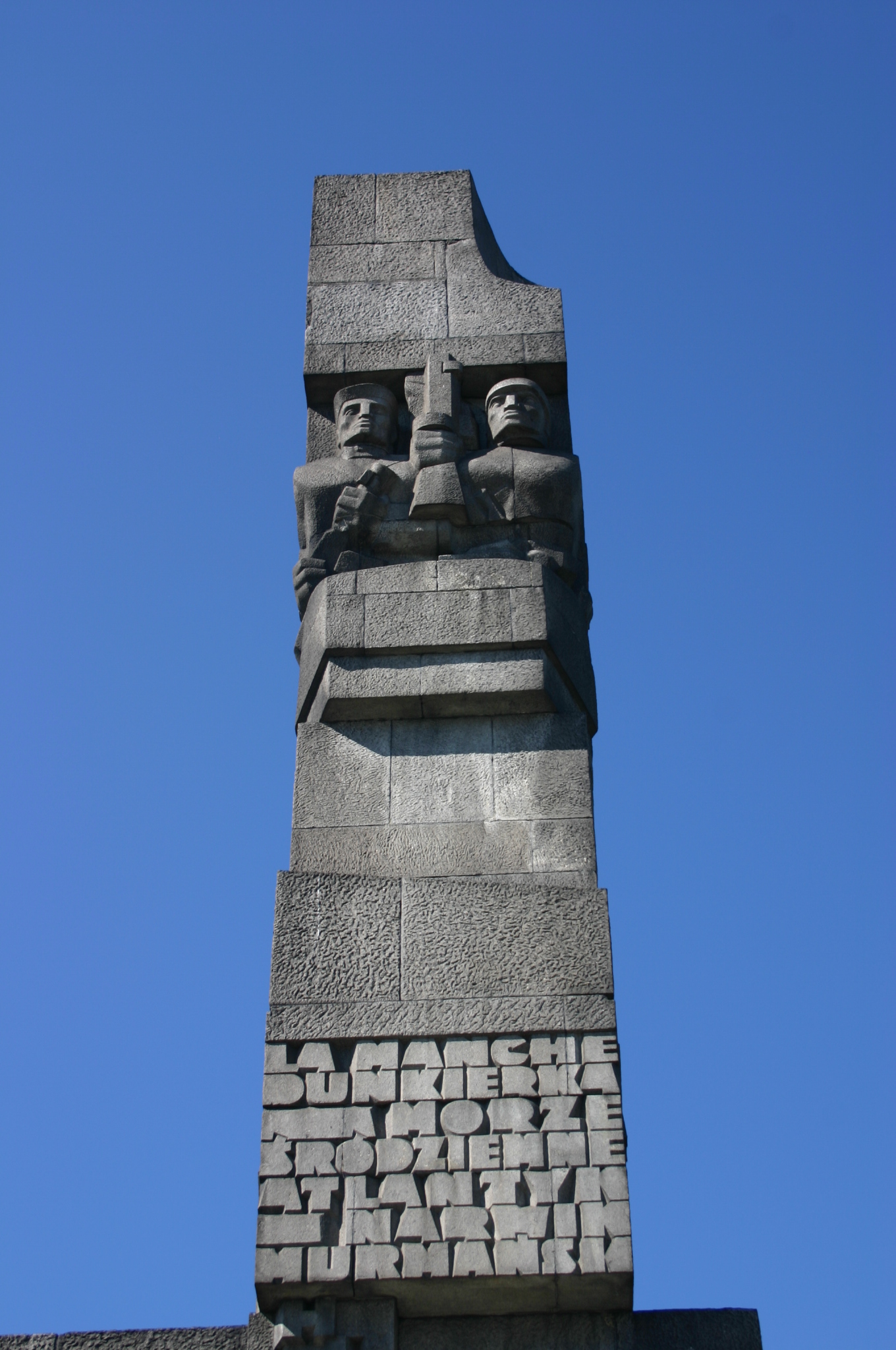
Detale pomnika
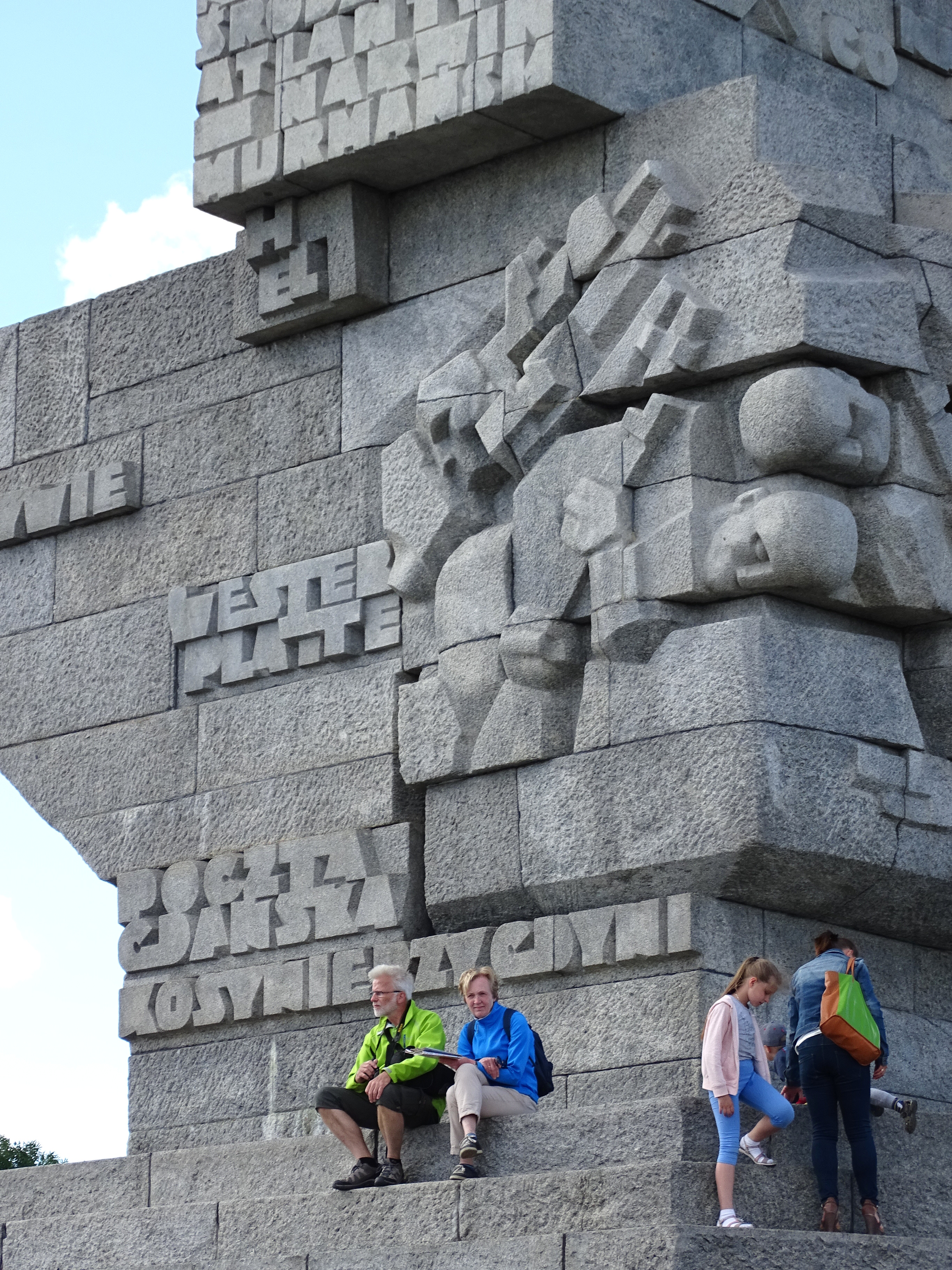
Detale pomnika
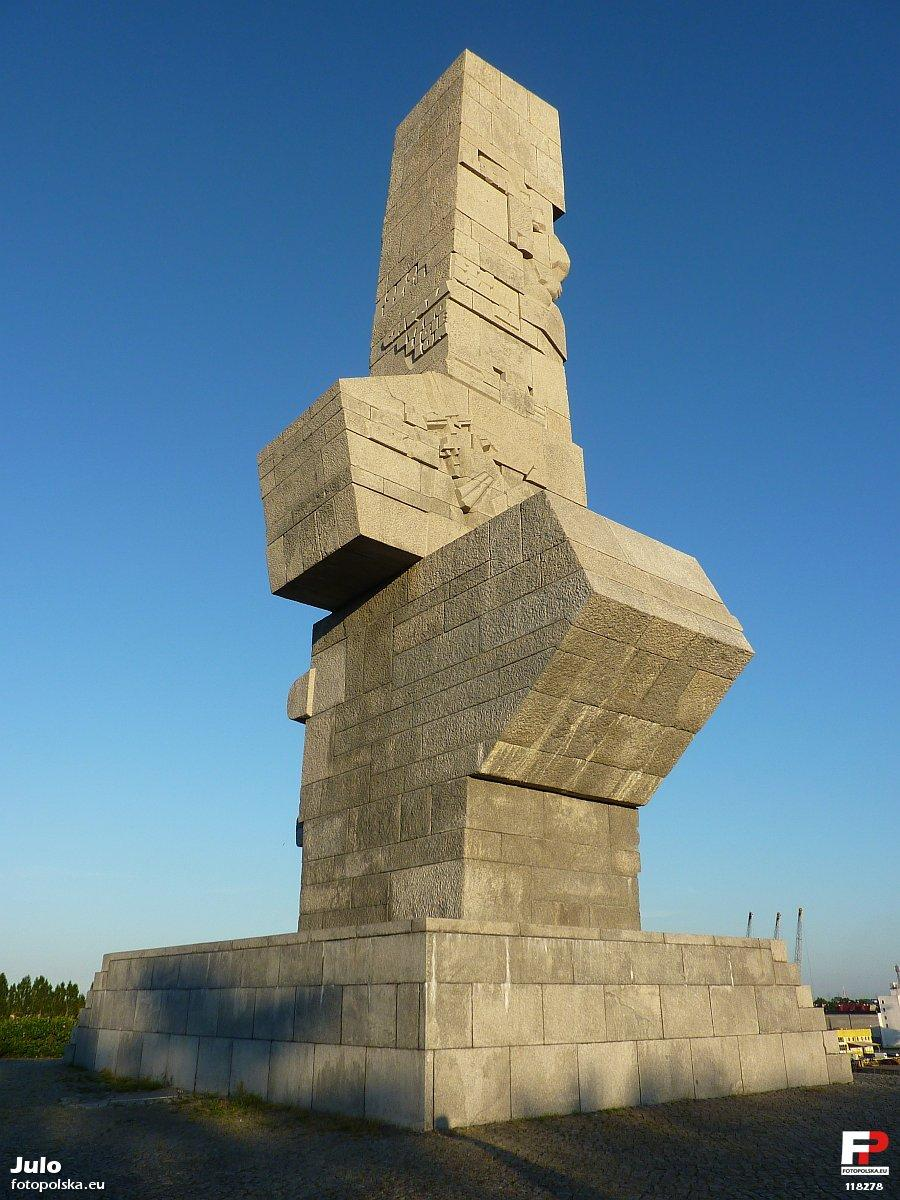
Tył pomnika
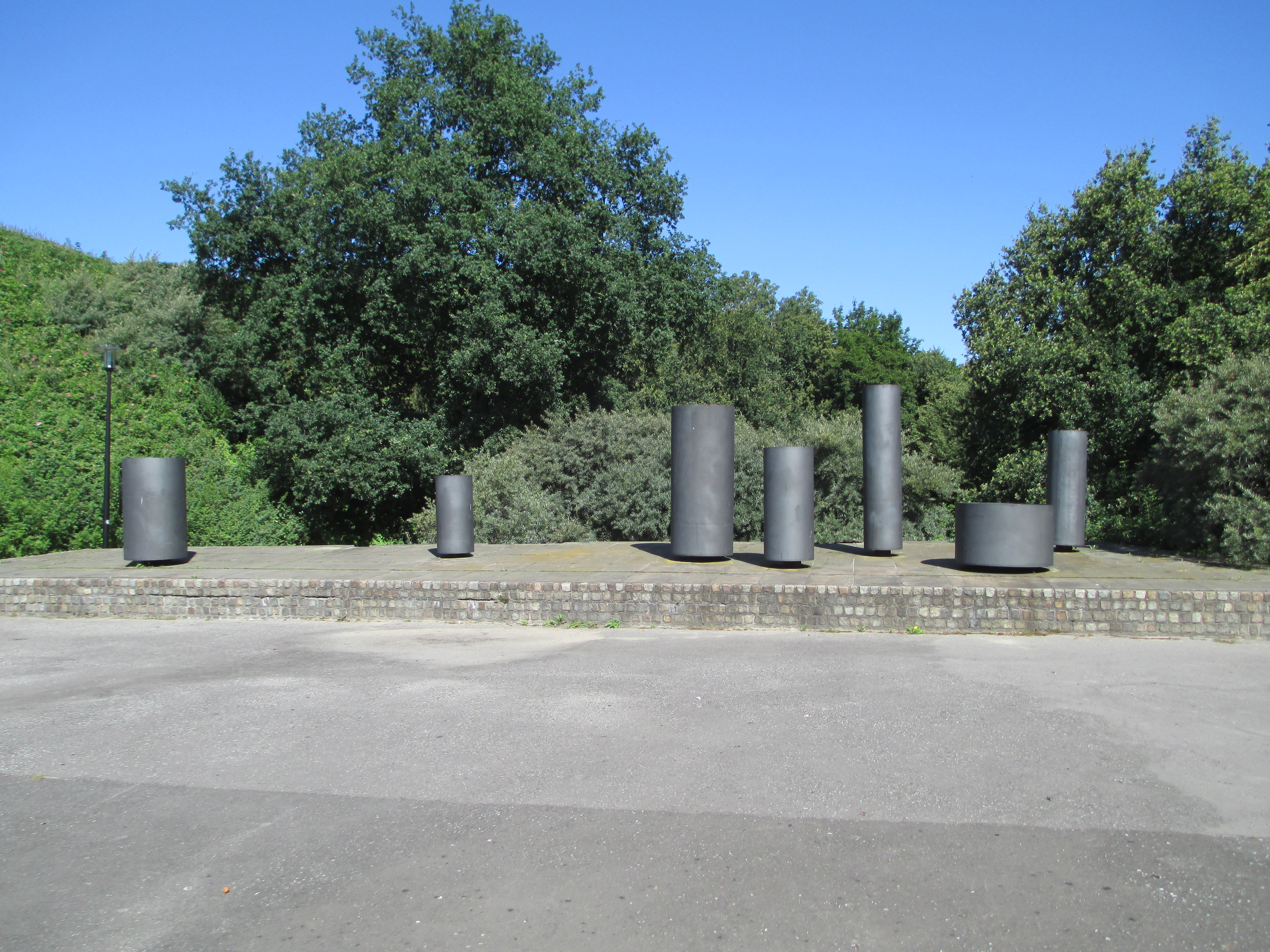
Siedem zniczy
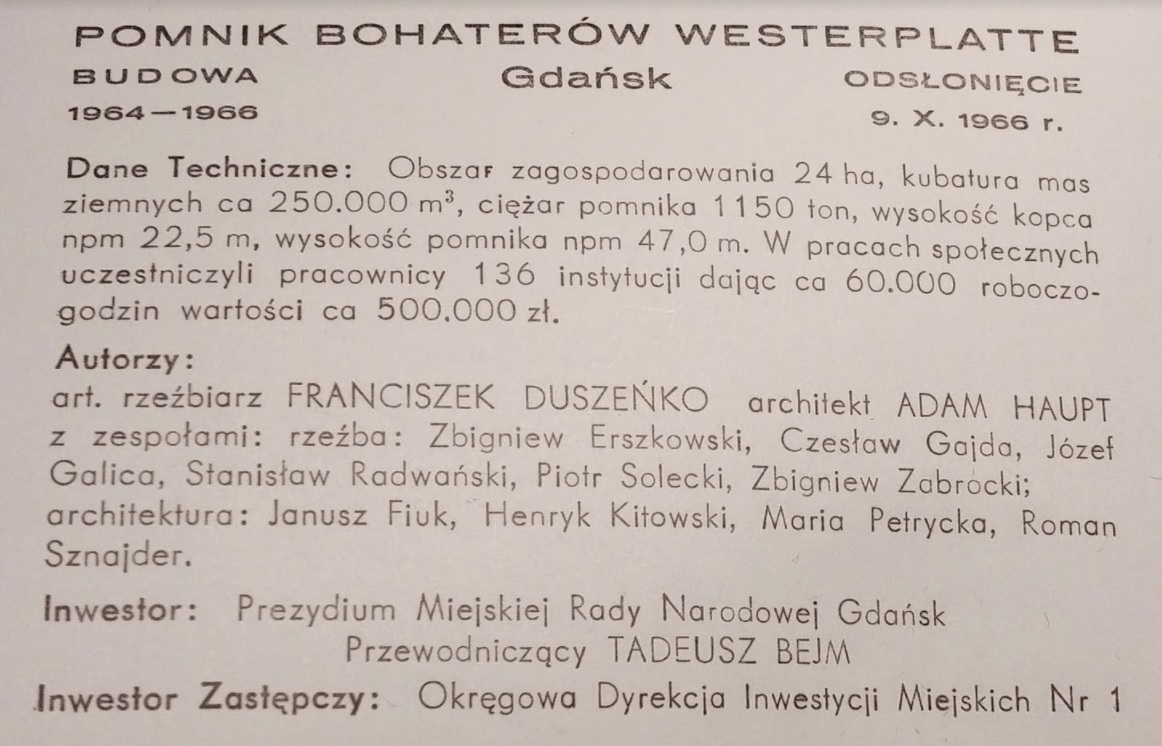
Broszura z 1966 nt. pomnika